# Teatro Vittorio Alfieri (Asti)
Il Teatro Alfieri è il teatro più importante di Asti.
Fondato nel 1860 da azionisti privati, dal 1940 è di proprietà della città ed è sede di importanti manifestazioni e rappresentazioni teatrali, musicali e liriche.
È strutturato su tre parti principali: la platea, la barcaccia e i palchi, con un palco centrale di rappresentanza.
Il Teatro Alfieri si trova nella parte storica della città, nelle immediate adiacenze del Palazzo civico.
A partire dal 1979 è stato oggetto di estesi lavori di ristrutturazione, completati nel 2002.

## La storia
Tra il 1858 e il 6 ottobre 1860 venne costruito il nuovo Teatro Sociale “Vittorio Alfieri”, grazie alla sottoscrizione di 97 azionisti privati, divenne un segno del ruolo che la nuova borghesia urbana, cui era preclusa la partecipazione all'attività del vecchio Teatro “San Bernardino”, che sorgeva sull'attuale area del “Castello” di Piazza Roma, esercitava ormai nella vita e nella cultura della città. La necessità di un nuovo e più moderno teatro non era determinata soltanto dalle ambizioni della borghesia astigiana, che vedeva nella proprietà di un palco una manifestazione tangibile del nuovo status sociale, quanto dall'esigenza di avere in città un teatro capiente, funzionale, in grado di attirare le grandi rappresentazioni liriche dell'epoca. Nel 1858, dopo vari tentativi, da parte pubblica e privata, di costruire un nuovo teatro, l banchiere Zaccaria Ottolenghi costituì una apposita società e individuò una nuova area sulla quale edificare la moderna struttura. La sua iniziativa trovò aperta ostilità da parte del Sindaco che, pur non potendo rifiutare la licenza, dichiarò: “Se il Signor Zaccaria riesce a costruire il suo teatro sono pronto, la sera dell'inaugurazione, a mangiarmi il primo scalino dell'ingresso”.Venne quindi bandito un concorso cui parteciparono numerosi professionisti; alla fine fu prescelto il progetto dell'Ing. Domenico Svanascini, ispirato al Teatro “Carlo Felice” di Genova: una costruzione a ferro di cavallo per una capienza di 2050 spettatori, con 103 palchi su quattro ordini, più un loggione. Vennero chiamati a contribuire all'opera alcuni tra i più noti artisti del tempo: Costantino Sereno venne incaricato degli affreschi del Ridotto, il cui soggetto rappresenta la caduta di Fetonte, mentre a Francesco Gonin, pittore fra i più celebri dell'epoca, vennero affidate le decorazioni del soffitto, ovvero le Muse e le Arti che, ubbidendo al comando di Giove, scendono ad ingentilire l'umanità, nonché il sipario, rappresentante l'apoteosi di Vittorio Alfieri che, preceduto dalla Fama e circondato dai Geni plaudenti, viene sollevato dai personaggi delle sue opere e sale verso l'immortalità. In soli due anni il Teatro è stato progettato ed edificato, venendo inaugurato il 6 ottobre 1860 con la rappresentazione del “Mosè” di Rossini, e con il balletto “Enrico IV Re di Svezia”, musicato dal M. Enrico Bernardi. La mattina dell'inaugurazione l'ineffabile Zaccaria Ottolenghi fece recapitare al Sindaco una lastra di pietra identica ai gradini dell'ingresso del Teatro, con gli auguri di buon appetito.

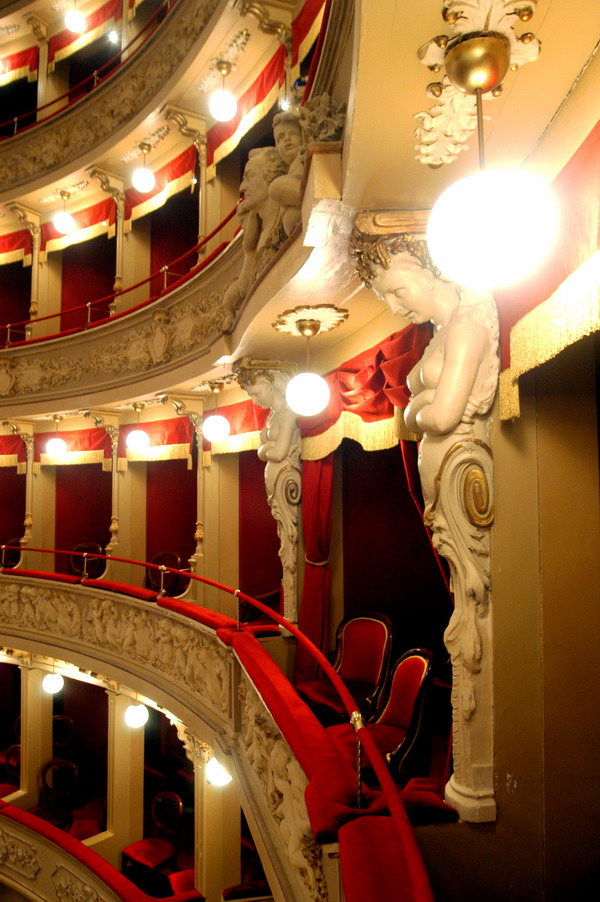
Particolare dei palchi

### La prima trasformazione e gli anni d'oro
Il teatro visse stagioni di intensa attività, assumendo un ruolo di primaria importanza nella vita cittadina, tanto da spingere i soci ad offrire la proprietà al Comune. Si avvertiva la pressante necessità di trasformare il teatro in un luogo più rappresentativo della società astigiana, un luogo di crescita culturale piuttosto che la sanzione del rango di poche famiglie. Dopo un vano tentativo nel 1903, nel 1911 la trasformazione del teatro venne affidata all'Ing. Antonio Vandone, che trasformò radicalmente lo stabile, eliminando l'ultimo ordine di palchi per realizzare una vasta galleria e sostituendo con una gradinata il primo ordine; altri 17 palchi centrali del terzo ordine divennero anch'essi una galleria e diversi palchi del secondo ordine vennero uniti ad altri per realizzarne di più capienti, ampliando anche il Foyer, che secondo il progetto, doveva essere l'inizio di una via porticata. Il progetto elaborato dal Vandone non era dettato solo da esigenze culturali, ma anche tecniche. Per il progettista la trasformazione della disposizione dei palchi, che alcune teorie consideravano antiacustici, avrebbe attribuito al teatro astigiano una migliore sonorità, cui avrebbe contribuito anche la realizzazione della buca per l'orchestra, il wagneriano “golfo mistico”, realizzando quel distacco spirituale necessario per separare il reale dall'ideale.
Un teatro così rinnovato divenne, ancora di più, punto di riferimento e sede prestigiosa per gli artisti di fama. La riapertura avvenne il 26 ottobre 1912 con l'opera “Isabeau” di Piero Mascagni, interpretato da Aureliano Pertile, e con “Andrea Chenier” di Giordano, mentre nel 1915, nonostante corresse il primo anno di guerra, il Teatro vide, subito dopo la prima a Torino, la proiezione del film capolavoro del grande registra astigiano Giovanni Pastrone, “Cabiria”.

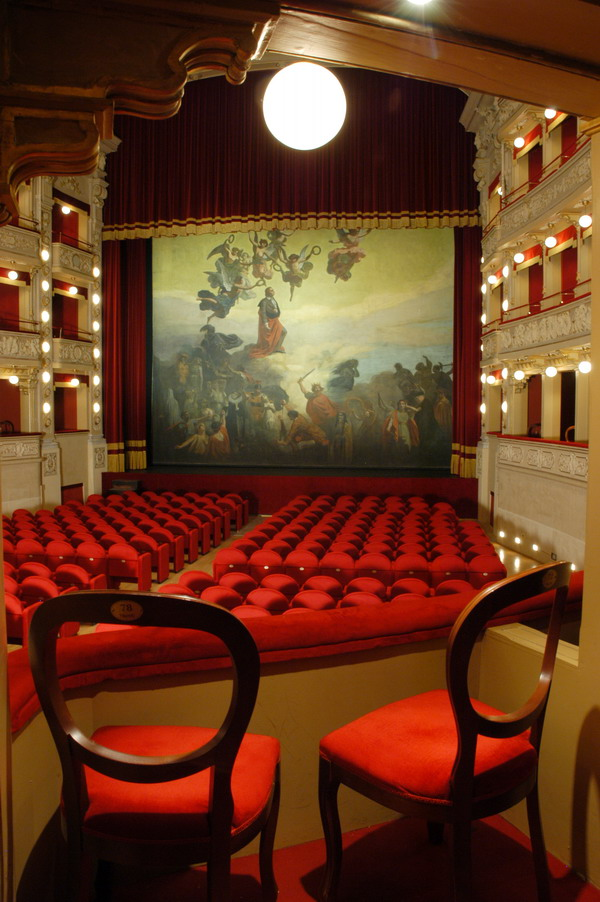
Scorcio del Palcoscenico

### La seconda trasformazione e la crisi
Nel 1935 il Senatore Giovanni Penna incominciò un lungo lavoro di acquisizione delle quote azionarie di proprietà dei palchettisti, per fare in modo che la Città di Asti divenisse proprietaria del teatro, sino a quando, con deliberazione podestarile del 10 febbraio 1940, lo stabile del Teatro “Alfieri” divenne definitivamente proprietà comunale. Seguirono anni di affidamento della gestione del teatro a privati, che l'usarono soprattutto come sala cinematografica o sala danze, avviandolo verso un lento declino, nonostante dal suo palco fossero passate grandi compagnie teatrali e i più famosi nomi del tempo, Tommaso e Gustavo Salvini, Zacconi e Novelli, la Melato, Gassmann, Salerno e la Proclemer, mentre per la lirica si possono ricordare, tra gli altri, Oxilia, Pertile, Montesano e Mazzoleni.

## Il Teatro Alfieri oggi

### La rinascita
Con gli anni si rendono necessari importanti lavori di adeguamento strutturale; a partire dal luglio 1976, anche in considerazione della grande importanza che la cultura ha assunto sotto il profilo economico - sociale, il Teatro “Alfieri” viene assunto direttamente in gestione dal Comune di Asti e sottoposto, a partire dal 1979, ad estesi lavori di restauro; riapre il 24 giugno 2002, dopo 22 anni di lavoro e diversi progettisti. Al periodo di decadenza e abbandono è dedicata la canzone "Teatro" di Paolo Conte, contenuta nell'album Una faccia in prestito del 1995. Nello stesso anno l'architetto Paolo Ercole portò a termine il restauro della sala “Pastrone”, piccola sala sotterranea per spettacoli teatrali e rappresentazioni cinematografiche, nonché la ricostruzione del Ridotto e degli uffici, mentre l'architetto Luciano Bosia, con un attento lavoro di recupero del progetto originale, ha provveduto a restituire autenticità storica all'edificio, facendone una struttura moderna e funzionale.

## Galleria d'immagini

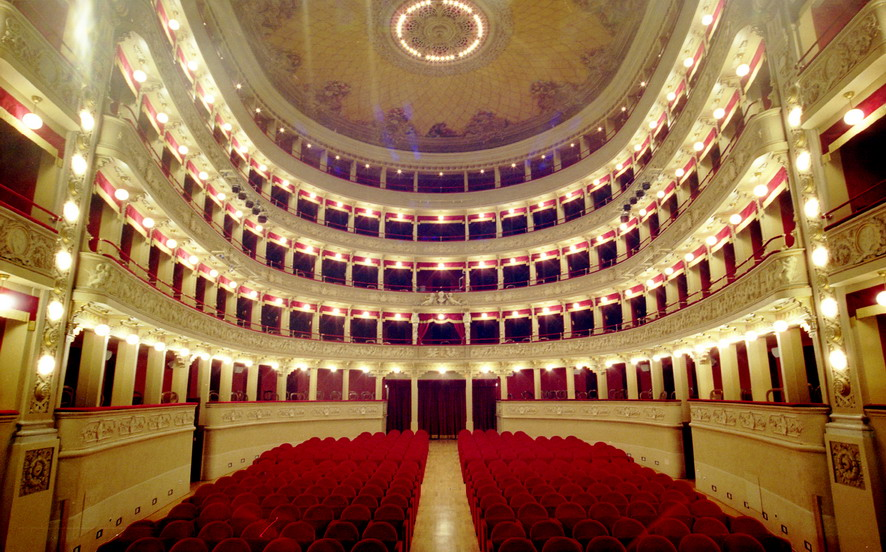
Veduta dal Palcoscenico del Teatro Alfieri
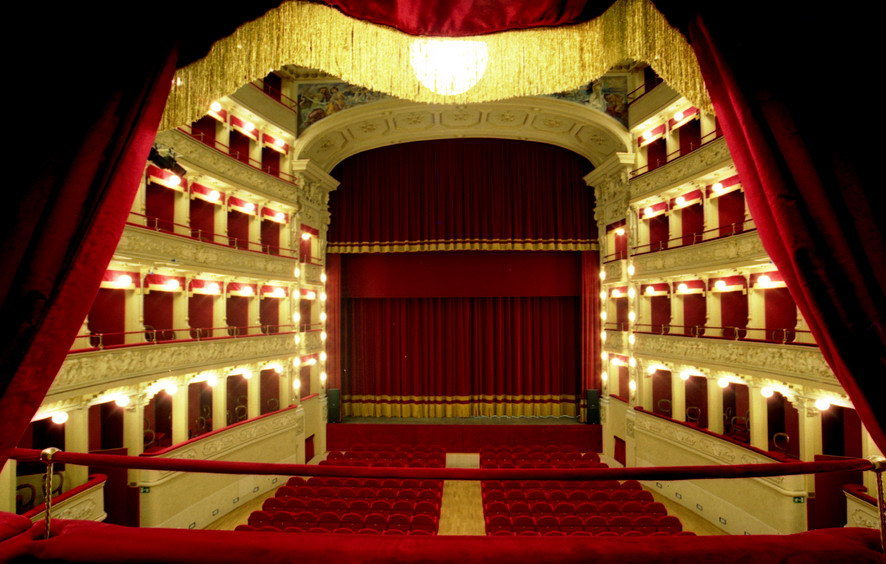
Il Teatro Alfieri visto dal Palco Presidenziale